# MUSEU-HUB
MUSEU-HUB ist ein anerkannter Aggregator der virtuellen Bibliothek Europeana und Kontaktstelle für europäische Museen und andere Kulturinstitutionen, die Museumssammlungen im Bereich des digitalen Kulturerbes beherbergen oder ihre bestehenden Sammlungen digitalisieren wollen. MUSEU-HUB unterstützt diese Institutionen zudem dabei, aus ihren digitalen Sammlungen passende Inhalte für Europeana zu erstellen und sie zur Bibliothek beizutragen.
Im Laufe der Jahre konnten über 5,5 Millionen Datensätze aus rund 350 Museen in ganz Europa in die europeana gebracht werden. MUSEU-HUB wird von Experten der Michael Culture Association betrieben und verfügt über ein großes Netzwerk von Experten für digitales Kulturerbe. Es hat ein Netzwerk nationaler Kontaktstellen eingerichtet, die in früheren Projekten als Vermittler zwischen MUSEU-HUB und beteiligten lokalen Institutionen fungierten.
MUSEU-HUB baut somit eine Brücke zwischen Museen und der Europeana. Das gilt sowohl für neue Museen als auch für diejenigen, die Daten aktualisieren oder neue Datensätze hinzufügen möchten. Dabei stellt MUSEU-HUB sicher, dass die Museen über die erforderlichen Kenntnisse, Rahmenbedingungen und die Motivation verfügen, um an Europeana teilzunehmen.
Neben der Veröffentlichung von Daten bieten die nationalen Kontaktstellen des MUSEU-HUB auch:
- Beratung zum Gesamtworkflow der Aggregation in Richtung Europeana, einschließlich des Europeana Publishing Framework, Datenmodellierung, Kartierung, Terminologie und Fragen der Mehrsprachigkeit,
- Beratung zu Digitalisierungsstandards,
- Beratung zu geistigem Eigentum und Wiederverwendung,
- Inhaltsanalyse,
- Datenzuordnung und -anreicherung,
- Regelmäßiges kollektives Training sowie individuelles Training nach Bedarf,
- Virtuelle Ausstellungen und Tools zum Erzählen von Geschichten.

Technische Voraussetzungen für die Arbeit mit MUSEU-HUB:
- MUSEU nutzt das LIDO-Schema für die Datenmodellierung des Europeana Data Models [EDM], um den Reichtum an Museumsaufzeichnungen zu erhalten.[3]
- Das verwendete MINT-Mapping-Tool stellt den Übergang von LIDO zu EDM sicher und transformiert die Aufzeichnungen für die das Harvesting der Museumsdaten durch die europeana.